# Virgule
Cette page contient des caractères spéciaux ou non latins. S’ils s’affichent mal (▯, ?, etc.), consultez la page d’aide Unicode.
Pour les articles homonymes, voir Virgule (homonymie).
La virgule (,) est un signe de ponctuation.

## Étymologie
Le substantif féminin,, virgule est un emprunt au latin, classique virgula,, (« petite baguette » ou « petite verge »), dérivé de virga avec le suffixe diminutif -ula (« -ule »). Il est attesté au XVe siècle : d'après le Trésor de la langue française informatisé, sa plus ancienne occurrence se trouve dans les Controverses des sexes masculin et féminin de Gratian Du Pont, ouvrage dont l'editio princeps est parue à Toulouse en 1534. Sa prononciation est [viʁgyl].
Le nom de la virgule dans certaines langues romanes, tel l'espagnol coma et particulièrement dans plusieurs langues germaniques avec la graphie komma (pour l'allemand, le néerlandais, le danois, le suédois) et la graphie comma (pour l'anglais) est un emprunt, par l'intermédiaire du latin comma, au grec ancien κóμμα / kómma.

## Linguistique et typographie
À la suite de Nina Catach, il est admis que la virgule sous la forme que nous connaissons était déjà utilisée au IVe siècle chez Caius Marius Victorinus Afer dit Victorin l'Africain.
En typographie, la virgule est un signe de ponctuation permettant, à l'origine, d'insérer une respiration dans la phrase. Comme toutes les autres ponctuations, elle a gagné, dans la langue écrite, une multitude de rôles que la langue orale ne manifeste pas simplement par la pause.
Elle structure, par exemple, la construction de la phrase que ce soit en liant (rôle connecteur) ou en séparant (dans le cas d'incises) les groupes syntaxiques. Ainsi, dans une énumération, la virgule sépare les termes énumérés, sauf pour le dernier qui n'est pas précédé d'une virgule lorsqu'il est le seul précédé par une conjonction (par exemple « et » ). L'abréviation « etc. » – « et cætera » (« et tout le reste ») – est nécessairement précédée d'une virgule. On le voit, ces règles appartiennent autant à la notation de la langue orale qu'à la syntaxe et à l'orthotypographie.
En typographie, la virgule se colle à la dernière lettre du mot précédent et est toujours séparée du mot suivant par une espace.

### Virgule d'exclamation
En 1856, P. Villette a rédigé un « Traité raisonné de ponctuation », un petit fascicule de soixante-quatre pages et proposé une « virgule d'exclamation » ou « virgule exclamative », qui est un point d'exclamation dont la virgule remplace le point. Villette l′appelle uniquement « signe nouveau », mais les exemples qu′il donne permettent de comprendre l′emploi suggéré : il s'agit notamment de mettre fin à la licence poétique qui consiste à ne pas toujours mettre une majuscule après un point d'exclamation.

## Forme diacritée

### Virgule souscrite

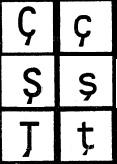
C, S et T avec une cédille minimaliste tels qu’illustrés dans l’ISO 8859-2 (ISO-IR 101) de 1986.

La virgule souscrite est utilisée comme signe diacritique en roumain sous le s (« ș » et « Ș ») et le t (« ț » et « Ț »). Une cédille a été utilisée auparavant à sa place, mais c’est une forme aujourd’hui considérée incorrecte, cette cédille ayant parfois la forme de la virgule souscrite ne peut avoir aujourd’hui que cette dernière forme.
En informatique, le codage ISO/CEI 8859-2 a été conçu avec les caractères roumains S et T cédille (sans différencier la cédille de la virgule souscrite). Le codage ISO/CEI 8859-16 a été conçu avec les caractères roumains S et T virgule souscrite, distinct des S et T cédille.
Le d cédille (« ḑ » et « Ḑ ») était utilisé dans l’alphabet roumain au XIXe siècle pour indiquer le son z lorsqu’il était dérivé du d latin.
De la même manière, les diacritiques sur les consonnes lettonnes ģ, ķ, ļ, ņ, et ŗ étaient des cédilles ayant parfois la forme de la virgule, aujourd’hui elles ont uniquement cette dernière forme mais pour des raisons techniques sont encore considérées comme des cédilles.
Bien que leurs glyphes et noms Adobe soient « virgule », leurs noms dans le standard Unicode sont g, k, l, n, et r cédille. Ils ont été introduits dans Unicode avant 1992 et ne peuvent plus être modifiés.

### Virgule suscrite
La virgule suscrite est utilisée comme variante de l’apostrophe en exposant dans l’écriture de plusieurs langues salishes de la côte comme le halkomelem ou le lushootseed,.
En tchèque et en slovaque, les diacritiques sur les caractères ď, ť, et ľ, qui ressemblent à des virgules en exposant, sont des carons.

## Mathématiques
Dans l'écriture des nombres, la virgule peut servir de séparateur décimal : selon la résolution 7 de la 9e Conférence générale des poids et mesures  et la résolution 10 de la 22e Conférence, le point (dit « point britannique ») comme la virgule peuvent être utilisés comme séparateur décimal, selon l'usage local (l'usage en France est d'utiliser la virgule).
En anglais, on utilise couramment la virgule pour séparer les groupes de trois chiffres (milliers, millions…) au sein d'un nombre ; cet usage a été invalidé par les Conférences générales des poids et mesures, il faut utiliser à la place une espace insécable. Par exemple, avant 1948, one million three hundred thousand twenty two pouvait s'écrire en anglais « 1,300,022 » ; depuis 1948, il doit s'écrire « 1 300 022 ».
L'utilisation de l'écriture décimale (avec un séparateur qui deviendra une virgule par la suite) date du XVIe siècle et a été popularisée, en partie, par Simon Stevin, ce qui a permis des calculs beaucoup plus simples que l'écriture par fractions.
Dans la notation des mathématiques la virgule peut aussi servir à séparer des éléments ou signifier « tel que » , par exemple, pour la conjecture de Syracuse :
- Pour tout terme {\displaystyle u_{0}} entier naturel choisis au départ, il existe un rang {\displaystyle N} appartenant à {\displaystyle \mathbb {N} } tel que {\displaystyle u_{n}=1}

Peut s'écrire :
- {\displaystyle \forall u_{o}\in \mathbb {N} ,\exists N\in \mathbb {N} ,u_{n}=1}

## Informatique
En Smalltalk, la virgule n'est pas un élément syntaxique. C'est un message binaire qui permet de concaténer des collections.